# Ehrenpromotion 2009/10
Die Ehrenpromotion 2009/10 war die 96. Spielzeit in der zweithöchsten luxemburgischen Spielklasse im Fußball der Männer.

## Teilnehmer
Die Spielzeit 2009/10 wurde mit 14 Vereinen ausgetragen. Zu den Mannschaften auf den Plätzen 3 bis 10 der vorherigen Saison kamen zwei Absteiger aus der BGL Ligue sowie vier Aufsteiger aus der 1. Division.
|  | Verein                    | Stadt/Gemeinde | Stadion                | Kapazität |
|  | ------------------------- | -------------- | ---------------------- | --------- |
|  | FC Avenir Beggen          | Beggen         | Stade Henri Dunant     | 4.830     |
|  | FC Jeunesse Canach        | Canach         | Stade Rue de Lenningen | 1.500     |
|  | AS Colmar-Berg            | Colmar-Berg    | Stade Grand Duc Henri  | 1.000     |
|  | Young Boys Diekirch       | Diekirch       | Stade Municipal        | 1.450     |
|  | FC 72 Erpeldingen         | Erpeldingen    | An der Trell           | 1.000     |
|  | US Hostert                | Niederanven    | Stade Jos Becker       | 1.500     |
|  | Union 05 Kayl/Tétange     | Kayl           | Stade Emile Muller     | 1.000     |
|  | FC Koeppchen Wormeldingen | Wormeldingen   | Stade Am Ga            | 2.000     |
|  | FC Minerva Lintgen        | Lintgen        | Stade Jean Donnersbach | 1.500     |
|  | CS Oberkorn               | Differdingen   | Stade Henri Jungers    | 1.000     |
|  | FC Victoria Rosport       | Rosport        | VictoriArena           | 1.500     |
|  | FC Jeunesse Schieren      | Schieren       | Terrain Am Ge'er       | 1.600     |
|  | Sporting Club Steinfort   | Steinfort      | Stade Demy Steichen    | 1.300     |
|  | FC Wiltz 71               | Wiltz          | Stade Am Poetz         | 2.200     |

## Tabelle
| Pl.               | Verein                      | Sp. | S  | U  | N  | Tore    | Diff. | Punkte | Anm. |
| ----------------- | --------------------------- | --- | -- | -- | -- | ------- | ----- | ------ | ---- |
| 1.                | FC Wiltz 71                 | 26  | 17 | 4  | 5  | 066:380 | +28   | 55     | ▲    |
| 2.                | FC Jeunesse Canach          | 26  | 14 | 9  | 3  | 053:290 | +24   | 51     | ▲    |
| 3.                | CS Oberkorn (N)             | 26  | 14 | 6  | 6  | 052:270 | +25   | 48     | ( ▲) |
| 4.                | Sporting Club Steinfort (A) | 26  | 14 | 4  | 8  | 053:320 | +21   | 46     |      |
| 5.                | FC 72 Erpeldingen (R)       | 26  | 12 | 7  | 7  | 053:400 | +13   | 43     |      |
| 6.                | FC Victoria Rosport         | 26  | 11 | 6  | 9  | 048:400 | +8    | 39     |      |
| 7.                | FC Koeppchen Wormeldingen   | 26  | 10 | 6  | 10 | 043:420 | +1    | 36     |      |
| 8.                | Young Boys Diekirch (N)     | 26  | 10 | 5  | 11 | 052:500 | +2    | 35     |      |
| 9.                | FC Avenir Beggen (A)        | 26  | 8  | 10 | 8  | 036:370 | −1    | 34     |      |
| 10.               | Union 05 Kayl/Tétange (N)   | 26  | 10 | 4  | 12 | 048:500 | −2    | 34     |      |
| 11.               | FC Minerva Lintgen          | 26  | 9  | 5  | 12 | 042:460 | −4    | 32     | ( ▼) |
| 12.               | US Hostert                  | 26  | 9  | 3  | 14 | 041:570 | −16   | 30     | ( ▼) |
| 13.               | FC Jeunesse Schieren (N)    | 26  | 4  | 4  | 18 | 032:600 | −28   | 16     | ▼    |
| 14.               | AS Colmar-Berg              | 26  | 3  | 1  | 22 | 015:860 | −71   | 10     | ▼    |
| Stand: Saisonende |                             |     |    |    |    |         |       |        |      |

Platzierungskriterien: 1. Punkte – 2. Tordifferenz – 3. geschossene Tore

| Zum Saisonende 2008/09: |                                                                                 |
| (A)                     | Absteiger aus der BGL Ligue 2008/09                                             |
| (N)                     | Neuaufsteiger aus der 1. Division 2008/09                                       |
| (R)                     | Verbleib in der Ehrenpromotion durch Niederlage im Barragespiel um den Aufstieg |
| Zum Saisonende 2009/10: |                                                                                 |
| ▲                       | Aufsteiger in die BGL Ligue 2010/11                                             |
| ( ▲)                    | Teilnehmer am Aufstiegs-Play-off                                                |
| ( ▼)                    | Teilnehmer an den Abstiegs-Play-offs                                            |
| ▼                       | Absteiger in die 1. Division 2010/11                                            |

## Barragespiele

### Aufstieg in die BGL Ligue
Der Dritte der Ehrenpromotion spielte gegen den 12. der BGL Ligue um den Aufstieg in die bzw. den Verbleib in der BGL Ligue 2010/11. Das Spiel fand vor 1.182 Zuschauern im Stade Communal in Monnerich statt.
| Datum        |                    | Ergebnis  |                  |
| ------------ | ------------------ | --------- | ---------------- |
| 28. Mai 2010 | UN Käerjéng 97 (I) | 3:1 (1:0) | CS Oberkorn (II) |

### Verbleib in der bzw. Aufstieg in die Ehrenpromotion
Der 11. und 12. der Ehrenpromotion spielten jeweils gegen die beiden Zweitplatzierten der Staffeln der 1. Division um den Verbleib in der bzw. den Aufstieg in die Ehrenpromotion 2010/11. Die Spiele fanden am 5. und 6. Juni 2010 in den Luxemburger Stadien Terrain de Football Cents und Stade Achille Hammerel statt.
| Datum        |                         | Ergebnis              |                                            |
| ------------ | ----------------------- | --------------------- | ------------------------------------------ |
| 5. Juni 2010 | FC Minerva Lintgen (II) | 1:0 (1:0)             | US Sandweiler (III)                        |
| 6. Juni 2010 | US Hostert (II)         | 1:1 n. V. (4:3 i. E.) | Alliance Aischdall Hobscheid-Eischen (III) |